# Tetroxid de osmiu
Tetroxidul de osmiu (de asemenea și oxid de osmiu (VIII)) este un compus anorganic cu formula OsO4, care conține osmiu în starea de oxidare VIII. Compusul este notabil pentru gama largă de utilizări, în ciuda rarității elementului osmiu. De asemenea prezintă câteva proprietăți interesante, una dintre acestea fiind faptul că este un solid volatil. 
Este incolor, însă unele eșantioane pot fi și galbene.  Asta se datorează prezenței impurităților de dioxid de osmiu (OsO2), care are o culoare galben-brună. 

## Sinteză
OsO4 se formează încet când osmiul reacționează cu O2 la temperatura camerei. Viteza reacției poate fi mărită dacă se crește temperatura la 400 °C. 
{\displaystyle \mathrm {Os+2\ O_{2}\ {\xrightarrow {\Delta T}}\ OsO_{4}} }